# Мегахіла округла
Мегахіла округла або бджола-листоріз округла (Megachile rotundata) — вид комах з родини Мегахілиди, важливий запилювач бобових рослин, особливо люцерни.

## Характеристика
Найменший за розмірами вид бджіл-листорізів — розміри комах становлять від 6 до 9 мм. Забарвлення — темно-сіре, особини мають виражений статевий диморфізм. У самок пилкова щітка білого кольору, на нижній стороні черевця подовжені має подовжені волоски для перенесення пилку та коротші білі волоски на решті частин тіла. Самці, зазвичай, мають кілька кремово-білих або жовтих плям на кінці черевця.
Вид поширений в південно-східній Азії та південно-східній Європі. Завезений в південну Америку та Австралію для покращення запилення люцерни.

## Життєдіяльність
На відміну від бджіл медоносних, веде поодинокий спосіб життя, живе поряд з представниками свого виду. Самки активні в теплі сонячні дні, при температурі повітря понад 20 °C, ночують в гніздах. Для захисту використовують жало, але не агресивні. Трубчасті гнізда будують у відмерлій деревині, стеблах рослин, пристосовуються до гніздування в штучних спорудах. Для спорудження стільників використовують листя, в котрих вирізають отвори з діаметром до 2,5 см. Гнізда досягають 18 см в довжину та можуть містити до 20 стільників. Облаштуванням гнізд займається самка, вона ж забезпечує стільники пилком та нектаром — їжею для потомства. Після відкладання яєць самки гинуть, потомство розвивається без батьківського нагляду.
Личинки вилуплюються на початку зими. Після досягнення температури 24-30 °C, протягом 3-5 тижнів личинки переходять в стадію лялечки. Личинки та лялечки харчуються закладеною в стільнику їжею. Самці виходять назовні через 18-20 днів, самки — через 21-24 дні.
Після виходу зі стільників, зазвичай у червні-липні, самки починають спаровуватися. Розмноження відбувається раз на рік. Після спарювання, протягом двох тижнів самки відкладають від 18 до 40 яєць, в середньому — 25. Більшість яєць запліднені, з незапліднених яєць вилуплюються самці.
Розрізняють більшість кольорів, які бачить людина, можуть повертатися до місць гніздування та збирання їжі. Збирають пилок з багатьох видів рослин, але перевагу віддають люцерні, їдять нектар та пилок. Тривалість життя комахи залежить зовнішніх умов: погоди та наявности хижаків. В природі тривалість життя коротша: самки, зазвичай, живуть 3-5 тижнів, самці — 1-2 тижні. В неволі самки живуть 1-2 місяці, самці — 3-4 тижні.
Є поживою для 28 видів хижаків та господарями для 8 видів паразитів, серед них — Pteromalus, Monodontomerus, Tetrastichus та Melittobia. Вразливі до аскосферозу бджіл.

## Значення та охорона
Бджоли-листорізи є важливими запилювачами бобових, особливо люцерни. Наносять незначний негативний ефект, завдаючи шкоди листкам рослин. Вид не перебуває під загрозою зникнення. У 2009 році виключений з Червоної книги України.